# Bédarieux
Bédarieux is een gemeente in het Franse departement Hérault (regio Occitanie). Het ligt aan de rivier de Orb. De plaats maakt deel uit van het arrondissement Béziers. Bédarieux telde op 1 januari 2022 5.820 inwoners.

## Geografie
De oppervlakte van Bédarieux bedroeg op 1 januari 2022 27,82 vierkante kilometer; de bevolkingsdichtheid was toen 209,2 inwoners per km².

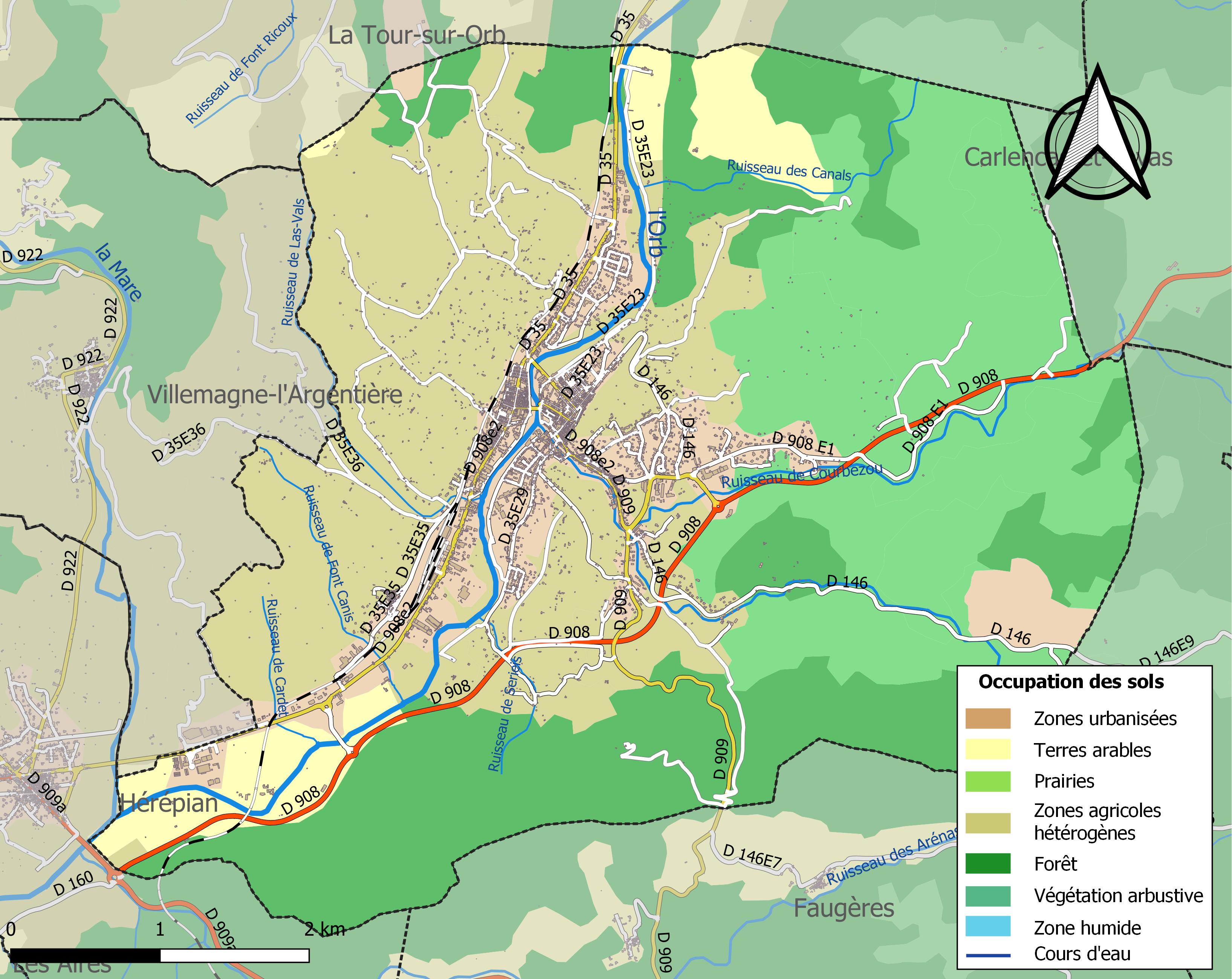
Kaart van de gemeente met belangrijkste infrastructuur, bodemgebruik en omliggende gemeenten

## Demografie
Onderstaande figuur toont het verloop van het inwonertal, bron: INSEE-tellingen.

## Verkeer
In de gemeente ligt het spoorwegstation Bédarieux, dat wordt bediend door treinen van de TER Occitanie.

## Geboren
- Pierre Auguste Cot 1837, kunstschilder
- Vincent Candela 1973, voetballer

## Afbeeldingen

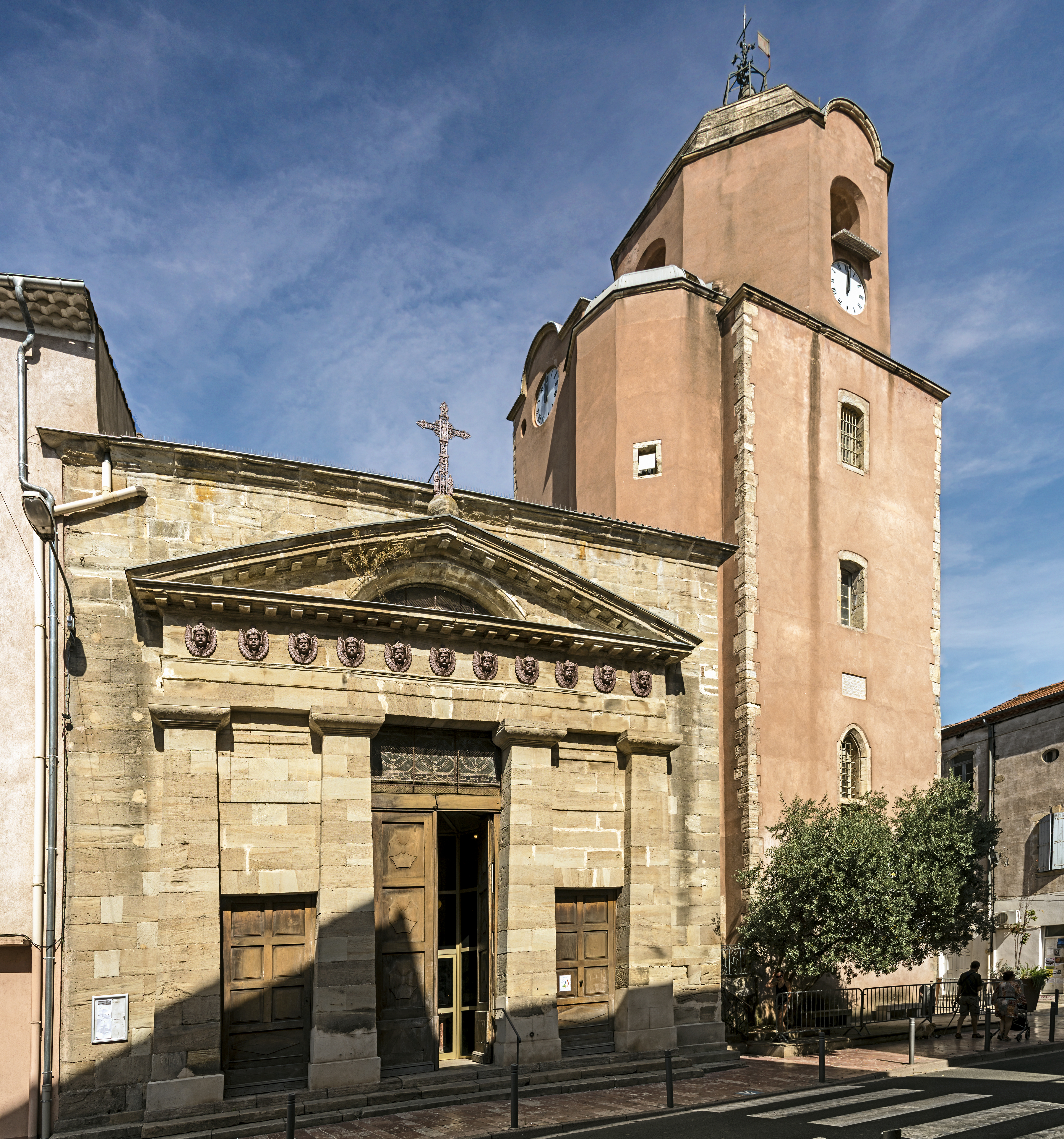
Eglise Saint-Alexandre
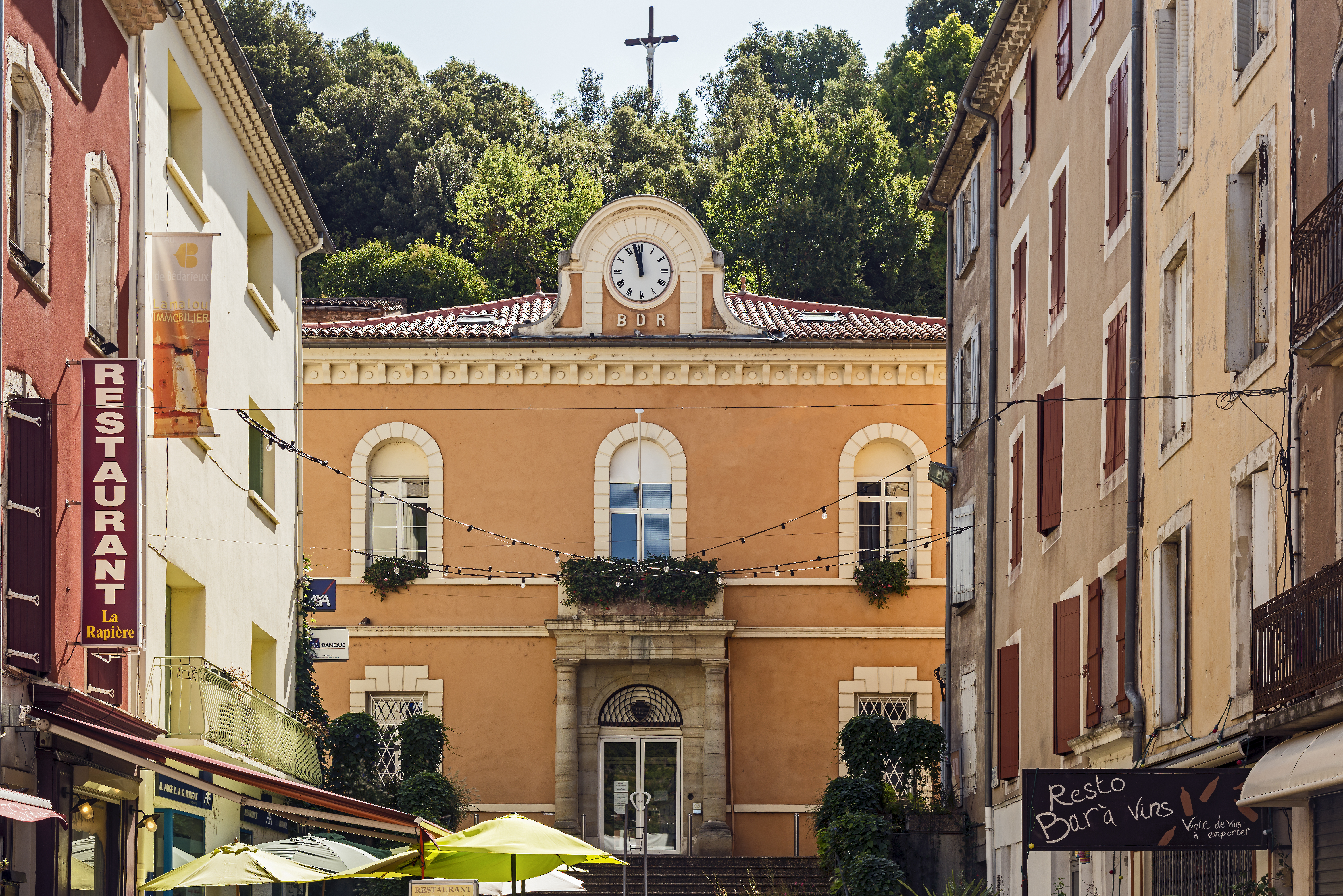
Gemeentehuis
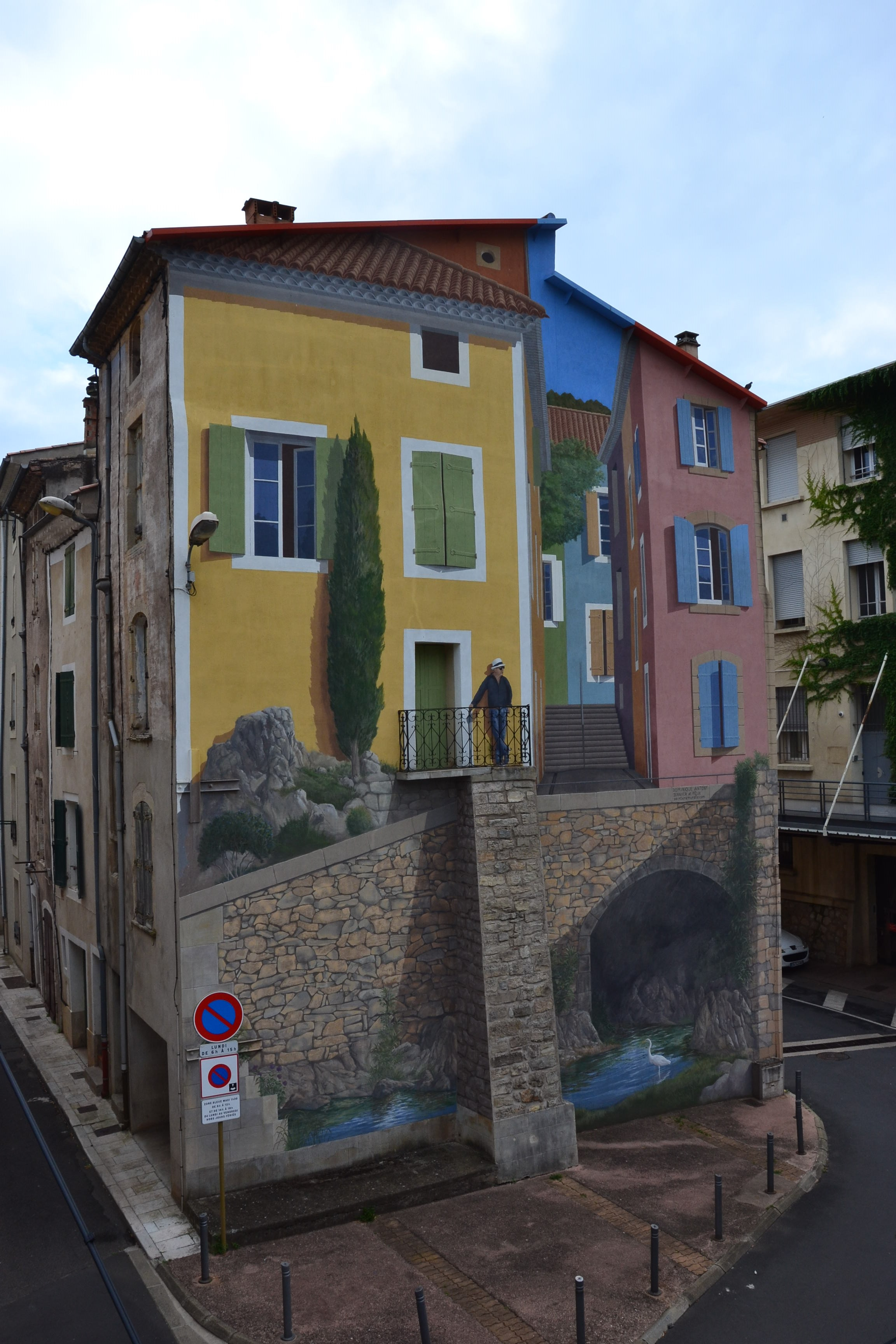
Trompe-l'oeil, hoek Quai Vailhe-Planol en Rue Droite

- (fr)  Statistische informatie op de website van INSEE